# DE-LUXE
『DE-LUXE』（デラックス）は1993年7月21日に発売された荻野目洋子withウゴウゴ・ルーガの企画アルバム。発売元はビクターエンタテインメント（VICL-23076）。

## 解説
荻野目自身による初のセルフプロデュース。初めて作曲も手掛ける。
本作はフジテレビジョン『ウゴウゴルーガ』とタイアップの上制作・発表。各曲の間に様々なトークが流れる。
『ウゴウゴルーガ』番組内でウゴウゴくん・ルーガちゃんの役をやっていた当時子役の田嶋秀任、小出由華が参加。子役の声のレコーディングには、番組内でテレビくんの声を演じた桜井郁子も参加した。

## 制作
収録曲「YOU'RE MY ANGEL」には『ウゴウゴルーガ』番組内で荻野目が声を演じていた「プラネットちゃん」と子供たちとのやりとりが含まれている。一部自主規制音が入っているが、テレビ番組ではそのまま放送された。
「夢見るPLANET」はシングルとタイトル表記が少し違うが（シングルは「夢みるPLANET」）、同曲である。
本作の見本盤（非売品）のライナーノーツには、岡崎京子、天久聖一及び作者未詳（「ちなつのシュート」）の漫画が含まれている。

## 収録曲
1. 国・算・理・社 狂騒曲
  - 作詞・作曲：YOKO　編曲：寺田創一
  - 歌詞カード内での表記では、"算"と"社"が横を向いている。
2. TALK①
3. Heaven
  - 作詞：及川眠子　作曲：鴨井学　編曲：井上日徳
4. TALK②
5. 幸せは砂時計のように
  - 作詞：及川眠子　作曲：浅田直　編曲：井上日徳
6. TALK③
7. Always
  - 作詞：及川眠子　作曲：林田健司　編曲：CHOKKAKU
  - ラップはアイク・ネルソンが担当。
8. TALK④
9. YOU'RE MY ANGEL
  - 作詞：作曲：YOKO　編曲：寺田創一
10. TALK⑤
11. 夢見るPLANET
  - 作詞：吉元由美　作曲：浅田直　編曲：鷺巣詩郎

## 再発盤
2010年5月26日には再発盤アルバム（デビュー25周年 リイシュー企画）で『Deluxe [+10]』が発売された。ボーナス・トラックとして28th「TOKYO GIRL 〜club mix version〜」、29th「ロマンセ」（日産・ローレル イメージソング）、31st「Mystery In Love」（シーガイア「オーシャンドーム」イメージソング）、32nd「今日から始めよう」（ブルボン「バレンタイン&ホワイトデー」イメージソング）などのシングル曲に加えて、主演ドラマ「トーキョー国盗り物語」（NHK総合テレビジョン）の中でだけ流れていた「TOKYO GIRL（オリジナル・バージョン）」も収録。93年のベスト盤的な構成。

### 再発盤収録曲
1. 国・算・理・社 狂騒曲　4:32
2. Talk 1　0:06
3. Heaven　3:13
4. Talk 2　0:34
5. 幸せは砂時計のように　3:24
6. Talk 3　0:20
7. Always　5:20
8. Talk 4　0:45
9. YOU'RE MY ANGEL　4:08
10. Talk 5　0:13
11. 夢みるPLANET　3:32
＜以下、ボーナス・トラック＞
12. 生命の詩 　6:09
13. 愛はユメ恋はマボロシ　3:56
14. TOKYO GIRL 〜club mix version〜　4:52
15. 海の珊瑚　4:31
16. ロマンセ　3:57
17. 黒い瞳　3:59
18. Mystery In Love　4:18
19. BORN TO BE WILD　4:51
20. 今日から始めよう　5:51
21. TOKYO GIRL（オリジナル・バージョン）＜特別収録音源＞　4:50